# Auguste Ottin
Auguste-Louis-Marie Ottin (født 11. november 1811 i Paris, død 9. december 1890 sammesteds) var en fransk billedhugger.
Ottin, elev af David d'Angers, men i sin egen kunst fortsætter af den klassiske overlevering, har skabt en mængde dekorativ skulptur: gavlgruppe på Pariseroperaen (Drama og Musik), en virkningsfuld figurudsmykning til Medicisfontænen i Luxembourg-haven (Polyfem overrasker Acis og Galathea), en Hercules (Saint Cloud), statuer af Napoleon III, Henrik IV etc.